# Altun Kubri
Altun Kubri (arab. ألتن كوبري) – miasto w Iraku, w muhafazie Kirkuk. W 2009 roku liczyło 23 085 mieszkańców.